# 2016 no Brasil

Crescimento real do PIB em 2016 no mundo. Nesse ano, o país estava em recessão devido à crise político-econômica de 2014.

Esta é uma cronologia dos principais fatos ocorridos no ano de 2016 no Brasil.

## Incumbentes
- Presidenta – Dilma Rousseff (2011–2016) / Michel Temer (2016–2019)
- Presidente da Câmara dos Deputados – Rodrigo Maia (2016–2021)
- Presidente do Senado Federal – Renan Calheiros (2013–2017)
- Presidente do Supremo Tribunal Federal – Carmen Lúcia (2016–2018)

## Eventos
- 13 de março: Manifestações antigovernamentais ocorrem em São Paulo, Rio de Janeiro e outras cidades do país.[2]
- 11 de abril: Por 38 votos a 27, a comissão do processo de impeachment da presidente Dilma Rousseff aprova o parecer do relator, o deputado Jovair Arantes do PTB do estado de Goiás.[3]
- 17 de abril: A Câmara dos Deputados aprova prosseguimento do processo de impeachment de Dilma Rousseff.[4]
- 5 de maio: O Ministro do Supremo Tribunal Federal, Teori Zavascki manda afastar o Eduardo Cunha no cargo como Deputado federal e Presidente da Câmara dos Deputados do Brasil.[5]
- 12 de maio: O Senado Federal autorizou e determinou o afastamento de Dilma Rousseff da Presidência da República pelo período de até 180 dias.[6][6]
- 25 de maio: O presidente do Supremo Tribunal Federal, ministro Ricardo Lewandowski, proibiu a tramitação de processos ocultos na Corte.[7]
- 7 de julho: O deputado afastado Eduardo Cunha renunciou ao cargo de presidente da Câmara dos Deputados do Brasil.[8]
- 14 de julho: Rodrigo Maia é eleito presidente da Câmara dos Deputados do Brasil.[9]
- 5 de agosto: É realizado os Jogos Olímpicos de Verão de 2016, sediado na cidade do Rio de Janeiro.
- 21 de agosto: Termina os Jogos Olímpicos de Verão de 2016, sediado na cidade do Rio de Janeiro.
- 31 de agosto: Dilma Rousseff é afastada permanentemente da presidência da República, assume Michel Temer.[10]
- 7 de setembro: É realizado os Jogos Paralímpicos de Verão de 2016, sediado na cidade do Rio de Janeiro.
- 18 de setembro: Termina os Jogos Paralímpicos de Verão de 2016, sediado na cidade do Rio de Janeiro.
- 2 de outubro: Primeiro turno das eleições municipais no Brasil.
- 19 de outubro: O ex-presidente da Câmara dos Deputados, Eduardo Cunha é preso pela Polícia Federal na Operação Lava Jato.[11]
- 30 de outubro: Segundo turno das eleições municipais no Brasil.
- 16 de novembro: O ex-governador do Rio de Janeiro, Anthony Garotinho, é preso pela Polícia Federal, na Operação Chequinho.[12]
- 17 de novembro: O ex-governador do Rio de Janeiro, Sérgio Cabral Filho é preso pela Polícia Federal, na 37ª fase da Operação Lava Jato.[13]
- 27 de novembro: O presidente da República Michel Temer, o presidente do Senado Renan Calheiros e o presidente da Câmara Rodrigo Maia fizeram uma coletiva e anunciaram o "ajustamento institucional" para impedir a tramitação no Congresso de qualquer medida que permita anistia a políticos que em eleições passadas tenham praticado caixa 2.[14]
- 29 de novembro: Avião que transportava a equipe brasileira da Chapecoense cai na Colômbia e mata 76 pessoas, entre elas, atletas do clube e membros da comissão técnica e jornalistas. Às 22h15 do horário local (1:15 no Brasil) uma aeronave da empresa venezuelana Lamia, com matrícula CP 2933 proveniente de Santa Cruz de la Sierra, Bolívia, caiu em Cerro Gordo, com oitenta e uma pessoas a bordo, inclusive toda a equipe do time catarinense que iria a Medellín onde disputaria uma partida contra o Atlético Nacional pela final da Copa Sul-Americana.[15]

## Mortes

### Janeiro
- 1 - Gilberto Mendes - Maestro e compositor;
- 2 - Alberto Targino - Produtor de bebidas;
- 5 - Antônio Pompêo - Ator e artista plástico;
- 14 - Shaolin - Humorista (n. 1971);
- 25 - Cláudio Clarindo - Ultraciclista;
- 27 - Joseano Felipe - Halterofilista paraolímpico;
- 28 - Francisco Amaral - Político;
- 31 - Mauro Dias - Crítico Musical;

### Fevereiro
- 2 - Luiz Felipe Lampreia - Sociólogo e diplomata;
- 2 - Amilar Pinto de Lima - Político;
- 6 - Jose Dion Melo Teles - Presidente do CNPq;
- 9 - Walter Piazza - Historiador;
- 12 - Adroaldo Loureiro - Político;
- 13 - Manoel Eudócio - Ceramista;
- 15 - Myriam Fraga - Escritora;
- 15 - Paulo Barreto de Menezes - Engenheiro civil e político;
- 25 - Léo Briglia - Futebolista;
- 26 - Chico Rey - Cantor;

### Março
- 1 - Leonardo Pereira da Silva - Futebolista;
- 1 - Severino Filho - Músico, arranjador e instrumentista;
- 5 - Domício Costa - Ator e dublador;
- 9 - Naná Vasconcelos - Músico;
- 9 - Frei Antônio Moser - Padre;
- 12 - Berto Filho - Apresentador e jornalista;
- 12 - Élio Eugênio Müller - Pastor e luterano;
- 17 - Gaúcho - Futebolista e treinador;
- 18 - José Carlos Avellar - Crítico e ensaísta;
- 18 - Roger Agnelli - Empresário;
- 22 - Nenê Felão - Futebolista;
- 24 - Daniel Lobo - Ator;
- 28 - Gilson Alvaristo - Ciclista;

### Abril
- 1 - Petrucio Melo - Apresentador e jurado;
- 2 - Tereza Rachel - Atriz;
- 3 - Celso Chamum - Ex-diretor de futebol;
- 7 - Flávio Guarnieri - Ator;
- 10 - Naum Alves de Sousa - Dramaturgo;
- 12 - Mestre Azulão - Cantor, compositor, poeta, cordelista e repentista;
- 14 - Rogério Duarte - Compositor e artista gráfico;
- 24 - Fernando Faro - Produtor musical;
- 27 - Umberto Magnani - Ator;
- 30 - César Macedo - Humorista e comediante;

### Maio
- 3 - Teixeira Heizer - Jornalista e comentarista esportivo;
- 5 - João José Bigarella  - Geólogo e ambientalista;
- 6 - Larry Pinto de Faria - Futebolista e político;
- 6 - Miguel Rosenberg - Ator e dublador;
- 7 - José Roberto Marques - Futebolista;
- 7 - Tânia Cançado - Pianista;
- 9 - João Palma - Baterista;
- 15 - Cauby Peixoto - Cantor;
- 18 - Boris Schnaiderman - Escritor e tradutor;
- 24 - Arnaldo Malheiros Filho - Advogado;
- 26 - Papete - Cantor, compositor e percussionista;
- 26 - Mario Amato - Empresário;
- 29 - Mário Sérgio Ferreira - Vocalista do Fundo de Quintal;
- 30 - Gérson Bergher  - Político;
- 30 - Júlio de Queiroz - Escritor;
- 31 - Ivan Cândido - Ator;

### Junho
- 5 - Jarbas Passarinho - Político;
- 6 - Hélio Garcia - Político;
- 6 - Tunga - Artista plástico;
- 17 - Yolanda Queiroz - Empresária;
- 19 - Rodolfo Zalla - Desenhista de quadrinhos;
- 23 - Alberto Léo - Jornalista;
- 24 - Francisco Ivens de Sá Dias Branco - Empresário;
- 27 - Caçapava - Futebolista e treinador;
- 28 - Fabiane Niclotti - Ex-Miss Brasil;
- 30 - Consuelo de Castro - Dramaturga;

### Julho
- 2 - Irineu Scherer - Bispo;
- 3 - Ivald Granato - Artista plástico;
- 4 - Rondon Pacheco - Político;
- 7 - Guilherme Karan - Ator;
- 12 - Luiza Helena de Bairros - Ministra;
- 13 - Celso Peçanha - Político;
- 13 - Héctor Babenco - Cineasta;
- 14 - Sábato Magaldi - Crítico;
- 17 - Eliakim Araújo - Jornalista;
- 17 - Sérgio Henrique Ferreira - Médico;
- 21 - Ananias Ferreira - Mestre da Capoeira;
- 22 - Evaristo de Moraes Filho - Escritor;
- 22 - Lidoka Matuscelli - Ex-cantora das Frenéticas;
- 28 - Luiz Carlos Stanislawczuk - Político;
- 29 - Sílvio Navas - Dubaldor;
- 30 - Cesino Bernardino - Ministro do Evangelho;
- 30 - Vacaria - Ex-futebolista;

### Agosto
- 1 - José Asmuz - Automobilista e dirigente esportivo;
- 5 - Vander Lee - Cantor;
- 6 - Ivo Pitanguy - Cirurgião plástico;
- 16 - Elke Maravilha - Jurada, apresentadora e atriz;
- 16 - Luis Álvaro de Oliveira Ribeiro - Empresário e dirigente esportivo;
- 16 - João Havelange - Advogado, empresário, atleta e dirigente esportivo;
- 22 - Geneton Moraes Neto - Jornalista e escritor;
- 23 - Goulart de Andrade - Jornalista e apresentador;
- 27 - Lúcio Santarém - Futebolista e treinador;
- 27 - Alcindo Martha de Freitas - Futebolista;

### Setembro
- 3 - Cláudio Olinto de Carvalho - Futebolista e treinador;
- 5 - Vágner Aparecido Nunes - Futebolista;
- 10 - Chica Lopes - Atriz;
- 14 - Duda Ribeiro - Ator, diretor e roteirista;
- 15 - Domingos Montagner - Ator;
- 17 - Wilson Leite Passos - Político;
- 26 - Carmen Silva - Cantora e compositora;
- 28 - José Gomes da Rocha - Político;

### Outubro
- 5 - Celso Ramos Filho - Político;
- 7 - Raul Moreau - Jornalista, publicitário e escritor;
- 13 - Flávio Gikovate - Médico;
- 14 - Orival Pessini - Ator e comediante, criador do Fofão;
- 14 - Antônio Carlos Viana - Escritor;
- 14 - Waleska - Cantora;
- 19 - Cláudio Pastro - Artista plástico;
- 20 - Ênio Carlos - Apresentador de televisão e radialista;
- 23 - Carl Schumacher - Ator, dramaturgo e diretor de teatro;
- 25 - Carlos Alberto Torres - Futebolista;

### Novembro
- 4 - Sylvio Kelly dos Santos - Nadador e jogador de polo aquático;
- 6 - Redovino Rizzardo - Bispo;
- 7 - Nadir Fernandes - Atriz;
- 20 - Diógenes Silva Matthes - Bispo;
- 26 - Roberto Corrêa - Cantor e compositor, integrante dos Golden Boys;
- 29 - Mário Sérgio - Ex-jogador, técnico de futebol e comentarista;
- 29 - Caio Júnior - Técnico de futebol;
- 29 - Bruno Rangel - Futebolista;
- 29 - Deva Pascovicci - Jornalista e narrador esportivo;
- 29 - Mateus Caramelo - Futebolista;
- 29 - Victorino Chermont - Jornalista;
- 29 - Cléber Santana - Futebolista;
- 29 - Danilo - Futebolista;
- 29 - Arthur Maia - Futebolista;
- 29 - Ananias - Futebolista;
- 29 - Kempes - Futebolista;
- 29 - Dener Assunção - Futebolista;
- 29 - Matheus Biteco - Futebolista;
- 29 - Thiego - Futebolista;
- 29 - Delfim de Pádua Peixoto Filho - Advogado e político;
- 29 - Marcelo Augusto Mathias da Silva - Futebolista;
- 29 - Sergio Manoel - Futebolista;
- 29 - Paulo Júlio Clement - Jornalista, comentarista, editor e blogueiro;
- 29 - Josimar Tavares - Futebolista;
- 29 - José Gildeixon Clemente de Paiva - Futebolista;
- 29 - Lucas Gomes - Futebolista;
- 29 - Filipe Machado - Futebolista;
- 29 - Tiago da Rocha Vieira - Futebolista;
- 29 - Ailton Cesar Junior Alves da Silva - Futebolista;
- 29 - Guilherme Gimenez de Souza - Futebolista;
- 29 - Guilherme Marques - Jornalista;

### Dezembro
- 4 - Ferreira Gullar - Escritor, poeta, crítico de arte e ensaísta;
- 8 - Lélis Lara - Bispo-emérito da Diocese de Itabira-Fabriciano;
- 9 - Élcio Álvares - Político;
- 11 - João Castelo - Empresário e político;
- 14 - Paulo Evaristo Arns - Arcebispo-emérito de São Paulo;
- 14 - Phelippe Daou - Jornalista e fundador da Rede Amazônica;
- 15 - Villas-Bôas Corrêa - Jornalista;
- 15 - Hélio Vígio - Lutador e árbitro de vale-tudo;
- 21 - Welington de Melo - Matemático;
- 23 - Lúcia Tereza - Professora, diretora, ex-prefeita e deputada estadual;
- 23 - Álida Grubba - Supercentenária;
- 25 - Jair Moraes - Bailarino;
- 27 - Mariza Corrêa - Antropóloga;
- 31 - Sérgio Grando - Político (n. 1947);
- 31 - Adílson Maghá, ator (n. 1948).